# HD198494
HD198494 — хімічно пекулярна зоря спектрального класу A1, що має видиму зоряну величину в смузі V приблизно  8,4.
Вона  розташована на відстані близько 653,6 світлових років від Сонця.

## Пекулярний хімічний склад
Зоряна атмосфера HD198494 має підвищений вміст 
Sr
.